# Olivia Jack
Olivia Jack (San Francisco) es una programadora y artista estadounidense, creadora de la plataforma de código abierto Hydra. Utiliza la tecnología como un medio para la experimentación creativa.

## Trayectoria profesional
Olivia Jack trabaja con software de código abierto, cartografía, codificación en vivo e interfaces experimentales. Está interesada en la investigación. Sus proyectos incluyen representaciones algorítmicas de incertidumbre y caos, redes entre pares y codificación en vivo entrando en diálogo continuo o en un ciclo de retroalimentación entre ella y el ordenador.
Empezó a programar en 2011, al principio trabajando en instalaciones audiovisuales y de visualización de datos, imágenes interactivas para espectáculos de danza, dando clases de videojuegos a niños y como profesora de programación. Su experiencia visual ha sido a través de la creación de su propio software en Processing, openFrameworks o JavaScript, en lugar de usar software específicos de edición de imagen.
En 2015 desarrolló los medios para la performance de danza experimental NODOS: Cuerpos en expansión que formó parte del Festival de Danza en la ciudad en Bogotá.
Durante su residencia, en 2016, en el programa Interactivos?: Mundos Posibles en MediaLab-Prado en Madrid, desarrolló una plataforma de software libre para performance en red. También durante este año creó PIXELSYNTH, un sintetizador que permite convertir imágenes monocromas en salida de audio. Los usuarios pueden crear una pista de música girando la imagen, dibujando sobre ella o cambiando los ajustes de brillo y tamaño. Está inspirado en el sintetizador ANS creado por Evgeny Murzin en 1937. En el Recurse Center en Nueva York desarrolló el proyecto Maps for Getting Lost, una serie de mapas temporales y autodestructivos dibujados en el navegador.
En 2017 realizó una residencia en Platohedro, Medellín, Hiperconectadxs, una serie de cuatro talleres que proponen el uso del navegador web como plataforma abierta y distribuida para la creación audiovisual. En este periodo tenía varios puntos de investigación abiertos: colaboraba en la creación de visuales en vivo, investigaba sobre la tecnología peer-to-peer (P2P) en la web y en los circuitos de retroalimentación. Desarrolló una clase/biblioteca en JavaScript para que los participantes en el taller pudieran compartir en tiempo real lo que estaban haciendo, y otros participantes lo pudieran usar, la llamó parche de píxeles.
En 2018 participa en  el MusicMakers Hacklab del CTM Festival, en Berlín, donde presentó su proyecto Hydra. En la conferencia explicó cómo funciona el software que permite superponer  y alinear imágenes de vídeo de diferentes fuentes siguiendo ciertos algoritmos. Jack trabaja en el contexto de la música electrónica y toma las imágenes como música visual. También ha creado software e instalaciones interactivas para CultureHub (Estados Unidos), el Museo de Arte Moderno de Bogotá y el Oakland Museum of California.
En Bogotá trabaja con el laboratorio de performance ATI-erra, creando visuales interactivos para danza y teatro.

### Residencias
- 2018 Residencia Digital Performance, Festival Favoriten. Dortmund, Alemania
- 2017 Residencia Colaborativa, Platohedro, Medellín, Colombia
- 2016 Laboratorio de codificación coreográfica.  CCL # 4. Colaboración con Lisa Parra y Daniel Pinheiro, Nueva York.
- 2016 Interactivos? '16: Mundos Posibles, Media Lab Prado, Madrid.

### Exposiciones
- 2018 Domóticas, ARTBO: Feria Internacional de Arte de Bogotá, Bogotá, Colombia.
- 2016 Queer Porto, Maus Hábitos, Porto, Portugal
- 2016 Interactivos 16: Mundos Posibles. Medialab Prado, Madrid, España
- 2016 Toma este martillo. Yerba Buena Center for the Arts, San Francisco, California, EE. UU.
- 2015 Haga clic, arrastre, desmorone. Refest Art + Tech Festival, La Mama Experimental Theatre, Nueva York, EE. UU.
- 2015 Festival de Arte Interdisciplinar Cuerpo Estado, Estación la Sabana, Bogotá, Colombia